# Llista d'episodis de Death Note
|  | Aquest article tracta sobre els episodis de l'anime. Vegeu-ne altres significats a «Llista de capítols de Death Note». |

Death Note és una sèrie d'anime basada en el manga del mateix nom, escrit per Tsugumi Ohba i dibuixat per Takeshi Obata. És dirigida per Tetsurō Araki i produïda per Nippon Television, Shūeisha, D.N. Dream Partners i VAP. La sèrie va començar el 3 d'octubre de 2006 i va acabar el 26 de juny de 2007. Consta de 37 episodis.
La sèrie se centra en Light Yagami, un estudiant de secundària que troba un quadern de mort («Death Note»), que és capaç de matar persones si s'hi escriuen els noms i el propietari visualitza mentalment la cara de la persona que vol assassinar. En Light vol eliminar a tots els criminals i crear un món on no existeixi la maldat, però els seus plans es veuran amenaçats per l'L, un famós detectiu privat.
La sèrie es va emetre al Canal 3XL.

## Llista d'episodis
| # | Títol en català                  | Adaptat de                              | Data d'estrena al Japó | Data d'estrena a Catalunya |
| --- | -------------------------------- | --------------------------------------- | ---------------------- | -------------------------- |
| 1 | Renaixement Shinsei (新生)       | 1                                       | 3 d'octubre de 2006    | 19 de setembre de 2010     |
| Light Yagami, un brillant estudiant de secundària japonès, un dia troba un quadern anomenat Death Note tirat a terra. Dins de les instruccions, llegiu que escrivint el nom d'una persona al llibre coneixent la cara, aquesta persona morirà. El nen immediatament ho considera una broma, però després de provar els seus poders, descobreix que el quadern és realment capaç de matar. El propietari original, un shinigami anomenat Ryuk, es revela a Light i explica que l'objecte ara pertany al jove. Com que Light és el nou propietari, també és l'únic que pot veure i interactuar amb Ryuk. El shinigami afegeix que quan la Light també mori, ell mateix escriurà el nom del nen a la seva llibreta. Light decideix utilitzar el poder del Death Note per desfer el món dels criminals i convertir-se en el Déu d'un món nou i pacífic. |                                  |                                         |                        |                            |
| 2 | Duel Taiketsu (対決)             | 2, 3 i 4                                | 10 d'octubre de 2006   | 26 de setembre de 2010     |
| A mesura que els criminals de tot el món comencen a morir per misterioses aturades cardíaques, la Interpol es reuneix per parlar del fenomen. No poden trobar una explicació, recorren a la millor detectiva del món, L, la identitat de la qual està envoltada en secret. L es comunica amb els representants de la Interpol per ordinador i amb una veu alterada, prometent-los que aviat identificarà l'assassí en sèrie, ara conegut amb el nom de "Kira" (de la pronunciació japonesa de la paraula anglesa assassí). L enganya Light perquè reveli que la Kira viu a la regió Kantō del Japó mitjançant una emissió de televisió tripulada. Enfurismat i humiliat per haver caigut directament en el parany del detectiu, Light promet eliminar a L |                                  |                                         |                        |                            |
| 3 | Negociacions Torihiki (取引)     | 3, 4 i 5                                | 17 d'octubre de 2006   | 3 d'octubre de 2010        |
| La policia discuteix el "cas Kira" amb L. Després d'inquirir sobre els temps de mort de les víctimes, L arriba a la conclusió que Kira és una estudiant amb una noció ingenua de la justícia. El detectiu demana informació sobre com s'han donat a conèixer les víctimes i comença a sospitar que Kira pot tenir accés a la informació policial. Com que l'oficial de policia encarregat del cas Kira és Soichiro Yagami, el pare de Light, el jove és capaç de controlar l'estat de la investigació. Mentrestant, Ryuk revela a Light que algú segueix els seus moviments. El shinigami afegeix que la seva espècie és capaç de veure amb els seus propis ulls el nom i la vida útil de cada persona. Aleshores, en Ryuk li pregunta a Light si està interessat a canviar la meitat dels seus anys de vida restants pels ulls del shinigami. |                                  |                                         |                        |                            |
| 4 | Persecució Tsuiseki (追跡)       | 6 i 7                                   | 24 d'octubre de 2006   | 10 d'octubre de 2010       |
| Light respon a Ryuk dient que el seu desig és crear un món ideal, lliure de criminals, i com a Déu d'aquest món no es pot permetre el luxe de sacrificar la meitat de la seva vida pels ulls del shinigami. Light comença a experimentar amb el quadern, per veure fins on arriba el control sobre el moment i la forma de mort de les víctimes, i descobreix que només pot fer que els objectius realitzin accions que de totes maneres se'ls permetrien. Llavors Light idea un pla per descobrir la identitat del seu perseguidor. Aconsegueix que un criminal toqui el Death Note i, amb el quadern, l'obliga a segrestar l'autobús on viatgen Light i l'assetjador. Durant el segrest, el nen enganya el perseguidor perquè es reveli, i així descobreix que està tractant amb Raye Penber, un agent de l'FBI, enviat al Japó per investigar el cas Kira en nom de L i el seu mentor Watari. |                                  |                                         |                        |                            |
| 5 | Estratègia Kakehiki (駆引)       | 8, 9 i 10                               | 31 d'octubre de 2006   | 17 d'octubre de 2010       |
| Light espera una setmana abans de matar Raye Penber. En aquell moment ella el segueix al tren i l'obliga a escriure els noms dels seus col·legues en un full del Death Note, amenaçant la seva família. A causa de la mort simultània de dotze membres de l'FBI, la policia comença a fer marxa enrere i el president dels Estats Units d'Amèrica recorda l'FBI del cas Kira. No obstant això, Naomi Misora, la xicota de la Raye i exagent de l'oficina en excedència, parteix per la pista de la Kira a la recerca de venjança. Mentrestant, Light envia a L un missatge dient: "L, sabies que els shinigami només mengen pomes?".Tot i que el missatge és una mena de pista, Elle ho pren com una simple provocació i comença a planificar el seu proper moviment. |                                  |                                         |                        |                            |
| 6 | Floriment Hokorobi (綻び)        | 11 i 12                                 | 7 de novembre de 2006  | 24 d'octubre de 2010       |
| En un intent de reparar la relació amb la policia japonesa, L accepta reunir-se personalment, en una reunió secreta, amb els investigadors que volen continuar treballant en el cas Kira. Insisteix que utilitzen identitats falses per protegir-se de Kira, i els demana que l'anomenin "Ryuzaki" en lloc de "L". El detectiu exposa les seves teories sobre la identitat de Kira i enumera els sospitosos que havien estat observats pels agents de l'FBI. Mentrestant, Light coneix accidentalment una dona, Maki. Parlant amb ella, el jove descobreix que és la xicota de la Raye i que ha intuït que la Kira pot matar fins i tot de maneres diferents d'un atac de cor. Light està content perquè hagi entrat en contacte amb l'única persona que podria desenterrar la seva veritable identitat i formula un pla per matar-la. |                                  |                                         |                        |                            |
| 7 | Ennuvolat Donten (曇天)          | 13 i 14                                 | 14 de novembre de 2006 | 31 d'octubre de 2010       |
| Light escriu el nom Maki al Death Note, però no passa res. Aleshores s'adona que la dona li ha posat un nom fals i tem que això pugui donar lloc a la investigació policial sobre ell. Ryuk pressiona a Light perquè intercanvii ulls, però Light rep el seu nom real de la xicota de Raye, Naomi Misora fingint treballar per a L. Mentre espera que el Death Note faci efecte, Light li informa que ell és Kira, observant com marxa per suïcidar-se. Mentrestant, Watari revela la seva identitat a l'equip d'investigació i dona als membres gadgets útils per a les investigacions. El detectiu Shuichi Aizawa és enviat per L a la seu de la policia i gairebé es troba amb la Naomi. |                                  |                                         |                        |                            |
| 8 | Mirada Mesen (目線)              | 15, 16 i 17                             | 21 de novembre de 2006 | 7 de novembre de 2010      |
| Elle s'acosta a descobrir la identitat de Kira. La desaparició de Naomi Misora el porta de fet a reduir la llista de sospitosos que estaven seguits pels agents de l'FBI en el moment de la mort de Raye Penber. Per tant, demana que s'instal·lin càmeres a les cases dels sospitosos, inclòs el fill de Soichiro Yagami. Light, però, ràpidament s'adona que està sent observat i li demana a Ryuk que localitzi totes les càmeres de la seva habitació. Més tard enganya l'equip de vigilància perquè vegi les notícies en un televisor portàtil amagat en una bossa de xips i segueix matant els delinqüents que són denunciats. El seu comportament aparentment normal finalment allunya les sospites de L de Light. |                                  |                                         |                        |                            |
| 9 | Contacte Sesshoku (接触)         | 18 i 19                                 | 28 de novembre de 2006 | 14 de novembre de 2010     |
| Les sospites de L s'apalitzen momentàniament, però el detectiu encara no descarta la hipòtesi que Light podria ser Kira i, per tant, decideix conèixer-lo personalment. A la cerimònia d'inauguració de la universitat, on s'acaba de matricular, Light s'adona d'un estudiant excèntric i misteriós que es diu Hideki Ryuga mirant-lo. En acostar-se al jove, Hideki revela que ell és L. Light està sorprès d'estar davant del seu oponent, però aconsegueix mantenir el seu to compost. Per això decideix fer amistat amb Elle per adquirir més informació sobre ell, seguir el desenvolupament de les investigacions i intentar matar-lo més tard. |                                  |                                         |                        |                            |
| 10 | Sospites Giwaku (疑惑)           | 20, 21 i 22                             | 5 de desembre de 2006  | 21 de novembre de 2010     |
| En un intent de perfilar en Light, L el repta a un partit de tennis, durant el qual li demana la seva opinió sobre diversos aspectes del cas Kira i el convida a ajudar amb la investigació. Els dos reben la notícia que Soichiro ha patit un atac de cor i ha estat traslladat d'urgència a l'hospital. Aquí Light promet al seu pare que serà capaç de capturar Kira i fer-lo executar per fer-lo patir. En sortir de l'hospital, L torna a examinar en Light, encara sense saber si el jove pot ser o no la Kira. Light intenta un farol i demana que el posin sota vigilància, en una cel·la sense televisió, durant un mes, per demostrar la seva innocència. El detectiu mostra interès i alhora està intrigat que la proposta vingui del mateix Light. Mentrestant, l'emissora Sakura TV rep cintes d'àudio d'una persona anònima que diu ser Kira. |                                  |                                         |                        |                            |
| 11 | Assalt Totsunyū (突入)           | 23, 24 i 25                             | 12 de desembre de 2006 | 28 de novembre de 2010     |
| L'equip d'investigació parla de la desaparició de Naomi Misora, quan Watari interromp la seva sessió perquè Sakura TV està emetent un missatge d'àudio de Kira. Per evitar que l'assassí obtingui el suport públic, L demana que s'aturi l'emissió. Hirokazu Ukita es precipita a la seu de la cadena de televisió però de sobte mor davant de l'entrada. L'equip d'investigació s'adona que la Kira ja no necessita saber el nom de la persona per matar i entra en pànic. Light, que mira l'escena des de la televisió a la seva habitació, decideix participar en la investigació per recollir informació sobre L i això segons Kira. Mentrestant, el detectiu sospita que l'autor del missatge és una Kira diferent de la que estan caçant. |                                  |                                         |                        |                            |
| 12 | Enamorament Koigokoro (恋心)     | 26 i 27                                 | 26 de desembre de 2006 | 5 de desembre de 2010      |
| Light té una reunió amb L i la resta de l'equip. Per posar a prova les habilitats deductives del nen, L li fa escoltar les cintes confiscades de Sakura TV a la recerca de possibles pistes. Aleshores, l'equip transmet un missatge gravat d'Elle i Light, per atreure a la segona Kira, Misa Amane, al descobert. En la seva resposta, la Misa sense voler-ho revela detalls importants sobre com funciona el Death Note i sobre el shinigami. A més, la noia demana que la primera Kira la conegui en persona. Sorpresos i decidits a seguir aquesta pista, els detectius de l'equip preparen un pla, mentre en Light decideix quin moviment fer. |                                  |                                         |                        |                            |
| 13 | Declaració Kokuhaku (告白)       | 27, 28 i 29                             | 9 de gener de 2007     | 12 de desembre de 2010     |
| El detectiu Tota Matsuda i la Light s'ofereixen voluntaris per conèixer la segona Kira. En possessió dels ulls del shinigami, la Misa descobreix que Kira és Light Yagami perquè és l'única la resta del temps vital del qual no pot visualitzar, ja que també posseeix un Death Note. Tanmateix, la dona no és reconeguda i, per tant, l'equip canvia el seu plantejament, intentant fer-la pensar. Per tant, van emetre un missatge de vídeo en el qual condemnen Kira com una assassí sense cor, que mataria a qualsevol que descobrís la seva veritable identitat. També ofereixen donar una frase reduïda en cas que la segona Kira reveli informació sobre la real. La Misa ignora el missatge, troba la Light i li explica que el va buscar perquè n'està enamorada. |                                  |                                         |                        |                            |
| 14 | Amics Tomodachi (友達)           | 30 i 31                                 | 16 de gener de 2007    | 19 de desembre de 2010     |
| Light i Misa discuteixen com desfer-se de L. Aprofitant la situació i l'amor de Misa per ell, Light decideix fingir interès per la noia, per tal d'explotar el seu poder. El shinigami de la Misa, Rem, però, es manifesta i amenaça el jove d'escriure el seu nom al seu propi Death Note si la seguretat de la Misa es veia compromesa. La Misa, per ordre de la Light, publica un vídeo segons Kira, en el qual declara que renunciarà a buscar Kira. L està confusa amb el nou vídeo i conclou que les dues Kiras poden haver-se conegut abans i estan col·laborant. Mentrestant, Light li demana a Misa que convenci a Rem de matar a L i ell accepta. |                                  |                                         |                        |                            |
| 15 | Joc Kake (賭け)                  | 32 i 33                                 | 23 de gener de 2007    | 26 de desembre de 2010     |
| L, tement la col·laboració de les dues Kira, demana al superintendent Soichiro Yagami que consideri Light com Kira en cas de morir i que prengui el comandament de l'operació en el seu lloc. Més tard, Light i L es troben fora de la universitat, quan la Misa arriba i s'atura per conversar amb els dos. Després que la Misa se'n va, Light decideix trucar-la per obtenir el nom real de L, que la noia deu haver vist gràcies als ulls del shinigami. Tanmateix, L li revela que l'acaba de fer arrestar acusada de ser la segona Kira. La Misa té els ulls embenats i lligada a una cadira i durant dies pateix la tortura de Watari amb l'objectiu d'extreure-li una confessió. Al final decidida a no trair en Light i després d'haver pensat també en el suïcidi, decideix renunciar a la possessió de la llibreta, perdent tots els records associats. |                                  |                                         |                        |                            |
| 16 | Decisió Ketsudan (決断)          | 34 i 35                                 | 30 de gener de 2007    | 2 de gener de 2011         |
| En Light amaga el seu Death Note a terra i li diu a en Ryuk que la propera vegada que el senti dir "em renuncio", vol dir que vol renunciar a la possessió de la llibreta. Aleshores va a L i li demana que el tanquin, sospitant que, sense saber-ho, pot ser la Kira. El superintendent Yagami també es tanca, per por de prendre decisions precipitades per l'amor del seu fill. Després de tres dies de presó, els assassinats dels criminals han cessat i les sospites sobre Light creixen. Una setmana després de l'empresonament, Light abandona la llibreta i perd els records associats a ella; Per tant, demana insistentment a L que l'alliberi, declarant-se innocent, però L, encara que impactada pel seu canvi de comportament, no l'allibera. Després de quinze dies, l'execució dels delinqüents es va reprendre de sobte. En Soichiro s'informa que està convençut que això demostra la innocència d'en Light, però L, confusa, guarda silenci sobre el que li va passar i l'insta a confessar, mentre el nen continua reivindicant la seva innocència. |                                  |                                         |                        |                            |
| 17 | Execució Shikkō (執行)           | 36 i 37                                 | 6 de febrer de 2007    | 9 de gener de 2011         |
| En un últim esforç per provar Light i Misa i determinar si realment són les dues Kiras, L i Soichiro planifiquen un acte escènic. Soichiro rep l'encàrrec de portar Light i Misa al lloc de l'execució, però abans d'arribar al seu destí decideix executar personalment el seu fill i després treure's la vida. Misa i Light, ambdues sense memòria i sense llibreta, no reaccionen, mentre en Yagami dispara al seu fill amb una pistola carregada de blancs. Llavors L deixa caure les sospites sobre els dos, perquè si haguessin estat Kira segurament haurien matat el superintendent. Aleshores, el detectiu allibera Misa, però la posa sota vigilància a causa de les seves empremtes dactilars trobades a les cintes de vídeo. La seu es trasllada a un nou edifici de la ciutat. Mentrestant, en altres llocs, vuit empresaris estan discutint a qui matar Kira per promoure el creixement de Yotsuba al mercat. |                                  |                                         |                        |                            |
| 18 | Companys Nakama (仲間)           | 38, 39 i 40                             | 13 de febrer de 2007   | 16 de gener de 2011        |
| L s'emmanilla a Light per controlar-lo i aconseguir que ajudi amb la investigació, provocant una baralla entre els dos. Light i L especulen que Kira pot estar matant per raons financeres i creixen sospites de la Yotsuba Corporation, una gran corporació que s'ha vist impulsada per les morts recents. També resulta que Kira ha amenaçat de mort a diversos polítics, perquè posin aturada a la investigació policial. L'Aizawa abandona l'equip d'investigació, molesta pels mètodes de L, però continua cooperant amb l'equip a través de la policia. L presenta dos nous membres a l'equip, l'estafador Aiber i el lladre Wedy. |                                  |                                         |                        |                            |
| 19 | Matsuda (松田)                   | 41, 42 i 43                             | 20 de febrer de 2007   | 23 de gener de 2011        |
| Matsuda, en un intent de fer-se útil, va al Yotsuba per intentar recollir informació sobre el cas. Comença a escoltar una reunió del grup, però ràpidament es descobreix després de saber parlar de Kira. Per tant, es fa passar per l'agent de Misa, presentant-se a ells per proposar el seu client com a testimoni de l'empresa. Amb l'ajuda de la noia i L, Matsuda escenifica la seva mort, fent veure que està borratxo i saltant del balcó. Mentrestant, Wedy instal·la càmeres per supervisar les reunions de la junta. Un dels vuit empresaris expressa dubtes sobre les seves accions i és assassinat per Kira. |                                  |                                         |                        |                            |
| 20 | Mesura provisional Kosoku (姑息) | 44 i 45                                 | 27 de febrer de 2007   | 30 de gener de 2011        |
| Gràcies als errors, l'equip d'investigació intercepta les converses dels Yotsuba, en les quals es comenten les properes víctimes. Light i L tracen un pla per contactar amb Reiji Namiwaka, un dels set membres que definitivament no és Kira, i convèncer-lo perquè cooperi i ajorni les morts. L revela que encara creu que Light és la primera Kira i que va renunciar intencionadament al seu poder per recuperar-lo més tard. Més tard, el detectiu demana a Misa que els ajudi a capturar Kira, infiltrant-se al Yotsuba per obtenir informació. |                                  |                                         |                        |                            |
| 21 | Activitat Katsuyaku (活躍)       | 46, 47 i 48                             | 6 de març de 2007      | 6 de febrer de 2011        |
| La Misa va a la reunió amb els empresaris i és contactada per Rem que li mostra la seva presència fent-li tocar un tros de la llibreta. La noia no recupera els seus records, però Rem revela que va ser la segona Kira i que la situació que s'ha plantejat la va preveure Light; després li mostra la identitat de la nova Kira que demostra ser Kyosuke Higuchi. Amb la intenció d'exposar-lo, la Misa té una cita amb ell i aconsegueix treure'n una confessió després de convèncer-lo d'interrompre les morts per demostrar que realment és Kira. Mentrestant, L sospita de la sobtada voluntat de Misa per determinar la identitat de Kira. |                                  |                                         |                        |                            |
| 22 | Inducció Yūdō (誘導)             | 49 i 50                                 | 13 de març de 2007     | 13 de febrer de 2011       |
| Després d'assabentar-se que Higuchi és Kira, L decideix posposar la captura del criminal fins que s'assabenti de com mata. Per treure Higuchi de l'amagatall, organitza un programa de televisió fals, anunciat per Sakura TV, en el qual un testimoni anònim, en aquest cas Matsuda, revelarà la veritable identitat de Kira. Després d'haver negociat la immunitat, molts membres del consell animen a Higuchi a fer alguna cosa per aturar l'avís i així seguir el pla de L. Mentre la tercera Kira corre cap a la seu de la cadena de televisió, decidida a matar el testimoni, L i l'equip d'investigació segueixen els seus moviments a través dels errors. |                                  |                                         |                        |                            |
| 23 | Frenesí Kyōsō (狂騒)             | 51 i 52                                 | 20 de març de 2007     | 18 de febrer de 2011       |
| Mentre condueix cap a la seu de Sakura TV, Higuchi parla amb Rem sobre la situació. L, Light i Misa, mirant-lo des de la seu, es pregunten amb qui està parlant, amb L preguntant-se si el seu interlocutor podria ser un shinigami. Higuchi arriba llavors a l'estació de televisió i escriu el que creu que és el nom de Matsuda al Death Note, només per descobrir que el nom és fals. Mentrestant, L sospita que l'home acaba d'utilitzar el seu mètode de matar. Higuchi decideix llavors intercanviar ulls amb Rem, però quan es prepara per matar en Matsuda descobreix que l'home ha estat substituït per un maniquí. Higuchi, sorprès per Wedy i Soichiro, fuig però la policia l'atura. |                                  |                                         |                        |                            |
| 24 | Resurecció Fukkatsu (復活)       | 53, 54, 55 i 56                         | 27 de març de 2007     | 25 de febrer de 2011       |
| Higuchi és arrestat sota sospita de ser Kira. La llibreta és incautada i, passant de mà en mà a l'equip d'investigació, fa visible la presència de Rem. Aprofitant l'oportunitat, Light toca el Death Note i recupera els seus records de ser la Kira original. Aleshores, el jove mata en Higuchi escrivint el seu nom en un full de la llibreta. Es revela, doncs, que, abans de renunciar a la possessió del quadern, Light havia escrit dues regles falses per llençar la investigació: el quadern no es pot destruir i el propietari ha d'escriure un nom en els 13 dies següents a l'últim ús, sota pena de mort. Light demana a Misa que recuperi la llibreta que havia enterrat anteriorment, per tal de recuperar la seva memòria i recordar el nom real de L. Misa recupera els seus records, però no recorda el nom; aleshores accepta per segona vegada fer intercanvi d'ulls amb Ryuk perquè pugui ajudar en Light. |                                  |                                         |                        |                            |
| 25 | Silenci Chinmoku (沈黙)          | 57 i 58                                 | 3 d'abril de 2007      | 4 de març de 2011          |
| L li pregunta a Rem sobre el Death Note, però el shinigami revela el mínim possible per evitar implicar en Light o en Misa. Mentrestant, la Misa comença a matar per a la Light, i L comença a sospitar d'ella. En Rem s'adona que posar en perill a Misa perquè es sacrifiqués per matar a L va ser el pla de Light tot el temps. L decideix provar la veracitat de la regla dels 13 dies però abans de tenir temps d'actuar, Rem mata a ell i a Watari, morint també per haver utilitzat els seus poders per allargar la vida de Misa. Light s'apodera de manera furtiva de la llibreta d'en Rem i s'alegra en silenci per la seva victòria. |                                  |                                         |                        |                            |
| 26 | Regeneració Saisei (再生)        | 59 i 60                                 | 10 d'abril de 2007     | 11 de març de 2011         |
| Light escolta una cinta de L que repassa la història i les seves deduccions sobre el cas Kira, abans d'esborrar el testimoni. L'equip d'investigació decideix continuar la investigació i nomena a Light com a successora de L. Els detectius decideixen callar sobre la mort de L i Watari per evitar el pànic. Enfortit per la seva nova posició, Light mata tots els membres de Yotsuba i els dos criminals contractats per L i reprèn el seu paper des de Kira; cinc anys després es va incorporar a la policia. Es revela que la notícia de la mort de L es va filtrar poc després del fet a un home gran, que transmet aquesta informació a dos nens. |                                  |                                         |                        |                            |
| 27 | Segrest Yūkai (誘拐)             | 60, 61, 62 i 63                         | 17 d'abril de 2007     | 18 de març de 2011         |
| Roger Ruvie, el director de l'orfenat Wammy's House, informa els successors de L, Mello i Near, de la mort de L. Amb ganes d'aprofitar aquesta oportunitat per succeir a L, Mello abandona l'orfenat per caçar la Kira pel seu compte i amb el suport de la màfia americana. Near, en canvi, fa un acord amb el president dels Estats Units d'Amèrica i, amb el suport de l'FBI, funda una organització secreta per a la captura de Kira, la Secret Provision for Kira (SPK). Mello segresta el cap de policia i demana el Death Note en poder de l'equip d'investigació com a rescat, però tan bon punt se l'informa, Light mata l'ostatge. Aleshores, Mello segresta la germana de la Light, Sayu. Mentre es prepara per salvar-la, Light es posa en contacte amb l'FBI i té una xerrada amb Near, que li revela que sap de la mort de L i que algú l'ha substituït. |                                  |                                         |                        |                            |
| 28 | Impaciència Shōsō (焦燥)         | 63, 64 i 65                             | 24 d'abril de 2007     | 25 de març de 2011         |
| Near proposa una cooperació entre l'equip d'investigació i l'SPK per salvar Sayu. Soichiro s'ofereix per portar el Death Note al lloc acordat pels segrestadors a Los Angeles, però, durant el vol, el seu avió és segrestat pels homes de Mello, que el porten al desert. Aleshores, Soichiro entra a un refugi subterrani on té lloc l'intercanvi. Molts membres de l'SPK moren després que Mello prengués possessió del Death Note, de manera que Near ofereix a Light una col·laboració estable per intentar frenar el rival comú. Mentrestant, al regne del shinigami, Shidoh revela a l'Armonia Justin que ha perdut el seu Death Note, al qual Justin li informa que el seu quadern ha estat robat per Ryuk i enviat al món humà, aconsellant-li que vagi a recuperar-lo. |                                  |                                         |                        |                            |
| 29 | Pare Chichioya (父親)            | 65, 66, 67, 68, 69, 70, 71, 72, 73 i 74 | 1 de maig de 2007      | 1 d'abril de 2011          |
| Light renuncia a la possessió del seu Death Note davant Ryuk i manlleva el de Misa; després fa servir la llibreta per obtenir l'adreça de l'amagatall de Mello d'un dels seus homes. Shidoh llegeix l'adreça i va a Mello. L'endemà, la Misa, fent-se passar per Kira, truca a l'equip d'investigació i afirma que té la intenció de donar-los el seu Death Note. També revela que la majoria de la colla de Mello morirà el 10 de novembre, dia en què serà més fàcil recuperar la llibreta robada. Després d'haver obtingut el nou Death Note, Soichiro canvia la meitat de la seva vida pels ulls del shinigami i pren partit en primera línia durant l'atac a la base enemiga. Aquí es troba cara a cara amb Mello i descobreix el seu nom real: Mihael Keehl. No obstant això, abans que pugui escriure el seu nom a la llibreta, està greument ferit i Mello aconsegueix fugir fent volar l'edifici. Soichiro és portat a l'hospital, on mor consolat que la Llum no pot ser Kira, perquè és capaç de veure la seva vida amb els ulls del shinigami. Llavors Light torna el Death Note a Shidoh. Mentrestant, Ryuk reflexiona sobre el fet que els que utilitzen el Death Note estan obligats a patir, i probablement en Soichiro (que mai va utilitzar el quadern tot i tenir l'oportunitat) va morir feliç, sense saber que Light era en realitat Kira. |                                  |                                         |                        |                            |
| 30 | Justícia Seigi (正義)            | 75, 76, 77, 78 i 79                     | 8 de maig de 2007      | 8 d'abril de 2011          |
| El president dels Estats Units declara la seva neutralitat respecte al cas Kira al programa de suport Kira "Kira's Kingdom". Mentrestant, Mello aconsegueix entrar a la seu de Near, demanant-li que li doni la fotografia que té d'ell per protegir-se de la Kira. A canvi, li revela a Near l'existència del shinigami i que algunes de les regles del Death Note són falses. Ja sospitós de Light, Near suggereix que l'equip d'investigació proveu la regla dels 13 dies, però cap dels japonesos està d'acord. En resposta a les accions de Near, Light amenaça el president dels Estats Units d'obtenir informació sobre l'amagatall de l'SPK. Hitoshi Demegawa, el presentador de "Kira's Kingdom", viatja més tard als Estats Units com a missatger de Kira i incita els partidaris de Kira a assaltar la seu de l'enemic en directe a tot el món. |                                  |                                         |                        |                            |
| 31 | Cessió Ijō (移譲)                | 80, 81, 82 i 83                         | 15 de maig de 2007     | 15 d'abril de 2011         |
| Misa veu l'assalt a l'SPK per televisió, esperant matar a Near tan bon punt surti de l'edifici. Near inculca a l'equip d'investigació el dubte que Light podria ser Kira i després fuig de la base amb els supervivents, plovent bitllets de banc com a diversió. Conscient que el seu equip sospita d'ell, Light escriu a Misa perquè adopti el pla de seguretat. Mentrestant, l'Aizawa ofereix a Near una mica d'informació sobre les investigacions anteriors, la qual cosa només augmenta la creença del nen que Light és Kira. Així que Aizawa proposa reprendre la vigilància en Light i Misa per dissipar els dubtes sobre ells d'una vegada per totes. Mentrestant, les morts es reprenen a mans de Teru Mikami, el nou propietari del Death Note seleccionat per Light després de notar-lo a la televisió al programa "Kira's Kingdom" i Aizawa s'adona que la nova onada d'assassinats no es pot atribuir ni a Light ni a Misa. |                                  |                                         |                        |                            |
| 32 | Selecció Sentaku (選択)          | 84, 85, 86, 87 i 88                     | 22 de maig de 2007     | 29 d'abril de 2011         |
| Teru Mikami selecciona un nou portaveu de Kira: Kiyomi Takada, que resulta ser un company de classe d'universitat de Light. Light s'adona que pot utilitzar aquesta connexió al seu avantatge i organitza una cita amb Takada, fent-se passar per una manera d'ajudar a la investigació. Durant la reunió, en Takada rep una trucada d'en Mikami i Light es revela a l'home com Kira. Més tard creen una diversió per forçar l'equip d'investigació a eliminar els insectes de la sala i Light li diu a Takada que vol convertir-la en la seva deessa del nou món. Llavors Light revela al seu equip que va entrar en una relació falsa amb la dona per arribar a Kira. En un altre lloc, Mello observa la Misa i sospita que és la segona Kira. |                                  |                                         |                        |                            |
| 33 | Menyspreu Chōshō (嘲笑)          | 89, 90, 91 i 92                         | 29 de maig de 2007     | 6 de maig de 2011          |
| Near viatja al Japó per trobar una manera de vèncer a Kira, sabent que la persona que fa les seves ordres té ulls de shinigami i els dos es comuniquen a través de Takada. Seguint les instruccions de la Light, en Takada demana a la Mikami que li enviï cinc pàgines del Death Note i el convida a continuar el seu treball en un quadern fals que no es pot distingir de l'original. De camí a la feina, la Misa es topa amb la Takada i l'ataca verbalment, gelosa que ja no sigui l'estrella del moment. Halle Lidner, un agent de Near que s'ha infiltrat al guardaespatlles de Takada, els separa, però els dos fan una cita per parlar cara a cara. LDesprés de la reunió, en Takada està convençut de l'estupidesa de la Misa i en Lidner li explica a Near el triangle amorós entre Light, Misa i Takada. Mentrestant, en un altre lloc, Stephen Gevanni de l'SPK confirma que Mikami és la nova Kira després de veure'l matar un home escrivint alguna cosa en un quadern. |                                  |                                         |                        |                            |
| 34 | Aguait Koshi (虎視)              | 93, 94, 95 i 96                         | 5 de juny de 2007      | 13 de maig de 2011         |
| Després de l'informe de Gevanni, Near decideix intentar apropar-se a Mikami. Mentrestant, Aizawa sospita que Light i Takada estan intercanviant missatges secrets i desenvolupa un pla que el porta a confirmar-ho. En Takada li diu a Light que va conèixer la Misa. Enfadat pels problemes que li estan causant les dues dones, Light li assegura que és l'única dona per a ell i, mentrestant, li escriu una nota demanant-li que fingi col·laborar en la captura de Kira. L'SPK segresta Misa i Kanzo Mogi i informa a Light. Mentrestant, Gevanni rebusca a l'armari d'en Mikami, troba la llibreta i fa fotografies dels noms que conté, confirmant a Near que la lletra és seva. Near posa en marxa el seu pla. |                                  |                                         |                        |                            |
| 35 | Malícia Satsui (殺意)            | 97, 98 i 99                             | 12 de juny de 2007     | 20 de maig de 2011         |
| Near organitza una reunió entre l'SPK i l'equip d'investigació. Mentrestant, amb una operació sobtada i ajudat pel seu company Matt, Mello segresta Takada per descobrir la relació entre ella i la Light. No obstant això, Matt és assassinat pels guardaespatlles d'en Takada, mentre que Mello mor a mans del periodista, que escriu el seu nom en un full de Death Note que va portar amb el suggeriment de Light. En assabentar-se del segrest d'en Takada, Light utilitza un full de Death Note per provocar el suïcidi d'en Takada i cremar l'amagatall de Mello. |                                  |                                         |                        |                            |
| 36 | 28 de Gener 1.28                 | 100, 101 i 102                          | 19 de juny de 2007     | 27 de maig de 2011         |
| SPK allibera la Misa i es troba amb l'equip d'investigació en un magatzem abandonat, amb Light i Near convençuts que han desenvolupat l'estratègia guanyadora per enderrocar-se mútuament. Near diu que algú vindrà i escriurà el seu al Death Note, però no faran res per aturar-ho. Mikami arriba al lloc i, amb els ulls del Shinigami, escriu els noms dels presents, Near assegura a tothom que no moriran perquè ha canviat la llibreta per una de falsa i qui dels presents no tindrà el nom, és Kira. Però Light ja s'esperava això: de fet Light va ordenar a Mikami que creés un quadern fals que hauria d'haver guardat, en canvi el de debò l'havia de deixar al banc i donar-li fulls a Takada del quadern real, Light també va ordenar a Mikami que matés en públic, però va ser en Takada qui va matar, en Mikami només li va enviar una foto i el nom de la gent perquè Near cregués que en Mikami tenia el quadern real, així que Near canviaria el quadern fals. La Mikami també consultava la llibreta cada dia. Els 40 segons estan a punt d'acabar i Light declara la seva victòria a Near. |                                  |                                         |                        |                            |
| 37 | Un nou món Shinsekai (新世界)    | 103, 104, 105, 106, 107 i 108           | 26 de juny de 2007     | 3 de juny de 2011          |
| El Death Note d'en Mikami no funciona, Near i el seu equip l'emmaniten i recuperen el quadern que mostra que tots els seus noms hi són, excepte el de Light. Near mostra que té el Death Note real amb ell, Light no pot entendre com és possible, Near mostra que el nom de Takada és a la Llibreta, perquè fa 2 dies, el 26 de gener, Mikami va anar al Banc dues vegades per recuperar el real Death Note i mata a Takada creient que Light sota vigilància no va poder matar-la, fent que Near s'adoni de la possibilitat d'un quadern fals i de la ubicació del quadern real, Gevanni té sota el real amb un fals. Light comença a riure com un boig confessant que és la Kira. En un últim intent intenta matar a Near amb un tros del Death Note amagat al seu rellotge però Matsuda li dispara repetidament. En Mikami se suïcida per distreure'ls, permetent que Light escapi. Light marxa corrent pensant com hauria tingut una vida millor si no hagués trobat el Death Note. Ryuk escriu el nom Light al seu quadern tal com li va dir quan es van conèixer. Finalment Light mor en un tram d'escales, veient l'esperit de L abans de tancar els ulls. |                                  |                                         |                        |                            |